# Декларація прав трудящого та експлуатованого народу 1918
Декларація прав трудящого та експлуатованого народу 1918 — конституційний акт, написаний Леніним і Сталіним, початковий варіант якого схвалений ВЦВК 3(16) січня 1918. 5 (18) січня 1918 року, на засіданні Установчих зборів, від імені фракції більшовиків Я. М. Свердлов оголосив Декларацію. Права більшість відмовилася її розглядати.

У зміненій редакції Декларація була прийнята на III Всеросійському з'їзді Рад робітничих і солдатських депутатів 12 (25) січня 1918 року. Після об'єднання III з'їзду Рад робітничих і солдатських депутатів з III з'їздом Рад селянських депутатів, Декларація була затверджена ще раз 18 (31) січня 1918 року, на об'єднаному III з'їзді Рад, і в такому вигляді увійшла до Конституції РРФСР 1918 року.